# Estación de Puerto de Navacerrada
Puerto de Navacerrada es una estación de ferrocarril situada en el municipio español de Cercedilla, en la Comunidad de Madrid. Forma parte de la línea C-9 de Cercanías Madrid y se encuentra ubicada en el puerto de Navacerrada.  Es la única estación —junto con las dos cabeceras de la línea— donde efectúan parada los trenes de forma fija, sin necesidad de que el viajero lo solicite. También es la estación de la línea con mayor demanda (exceptuando Cercedilla).
Su tarifa corresponde a la Zona Verde según el Consorcio Regional de Transportes.

## Situación ferroviaria
Las instalaciones ferroviarias se encuentran situadas en el punto kilométrico 11,1 de la línea férrea de ancho métrico Cercedilla-Los Cotos, a 1769 metros de altitud, entre los apeaderos de Collado Albo y Dos Castillas. El tramo es de vía única electrificada.

## Servicios ferroviarios
| procedencia/destino | < estación | Línea | estación > | destino/procedencia |
| ------------------- | ---------- | ----- | ---------- | ------------------- |
| Cercedilla          | Cercedilla |       | Cotos      | Cotos               |

## Conexiones

### Autobuses
| Diurnos |                          |                                          |                           |
| Línea   | Destino                  | Parada                                   | Operador                  |
| 691     | Cotos - Valdesquí        | 09195 Ctra. M601 - Puerto de Navacerrada | Avanza Movilidad Integral |
| 692     | Cotos - Valdesquí        | 09195 Ctra. M601 - Puerto de Navacerrada | Avanza Movilidad Integral |
| 691     | Madrid (Moncloa)         | 09199 Ctra. M601 - Puerto de Navacerrada | Avanza Movilidad Integral |
| 692     | Cercedilla - Los Molinos | 09199 Ctra. M601 - Puerto de Navacerrada | Avanza Movilidad Integral |

| Sábados, domingos y festivos |                                 |                                      |          |
| Línea                        | Destino                         | Parada                               | Operador |
| M3                           | Segovia (estación de autobuses) | Ctra. CL-601 - Puerto de Navacerrada | Linecar  |